# Нафтодолари
Нафтодолари — валютний еквівалент (у доларах США) доходів членів ОПЕК та інших нафтовидобувних країн від експорту нафти. Використовуються на міжнародному ринку позичкового капіталу. 
Термін "нафтодолари" був створений на початку 1970-х рр. під час нафтової кризи 1973 року. Перша значна нафтодоларова хвиля (1974–1981) призвела до більших фінансових проблем, ніж друга (2005–2014) 
У серпні 2018 року Венесуела оголосила, що вона буде оцінювати ціну на нафту в Євро,Юанях. та інших валютах.